# Кузнецов, Александр Николаевич (Герой Социалистического Труда)
Алекса́ндр Никола́евич Кузнецо́в (25 августа 1923, Сливное, Киргизская АССР — 20 июля 2016, Красноярск) — советский и российский инженер-металлург, доктор технических наук, профессор. Директор Красноярского металлургического завода (1966—1997), участник Великой Отечественной войны. Герой Социалистического Труда (1983). Лауреат Государственной премии СССР и премии Совета Министров СССР. Заслуженный работник промышленности СССР (1990). Почетный гражданин города Красноярска (1993) и Красноярского края (2009).

## Биография
Александр Николаевич Кузнецов родился 25 августа 1923 года в крестьянской семье в деревне Сливное Беловского сельсовета Беловской волости Петропавловского уезда Акмолинской губернии Киргизской АССР РСФСР, ныне село входит в Беловский сельский округ Мамлютского района Северо-Казахстанской области Республики Казахстан.
В начале 1930-х отец не принял коллективизацию и вместе с семьёй переехал в посёлок Юдино (ныне — город Петухово Курганской области).
С 1938 года член ВЛКСМ.
В июне 1941 года окончил школу. Поступил на работу в укрупнённый пункт Заготзерно в п. Юдино, сначала учеником, а затем, в связи с массовой мобилизацией довольно быстро стал машинистом дизельных установок, и, проработав примерно с месяц, уже самостоятельно стал вести смену.
В конце 1941 года призван в Рабоче-крестьянскую Красную Армию Петуховским районным военным комиссариатом Челябинской области и направлен во 2-е Тюменское военно-пехотное училище. После окончания военного училища был направлен на три месяца в запасной полк Чебаркульских военных лагерей.
С октября 1942 года — командир стрелкового взвода 1188-го стрелкового полка 357-й стрелковой дивизии Калининского фронта. В 1942 году был ранен, находился на излечении в эвакуационном госпитале № 2877, ст. Сережа Горьковской области. Возвратился на фронт. Затем попал в отряд, набранный для действий в глубоком тылу противника, стал командиром группы разведки дальнего действия 3-й ударной армии Калининского фронта. В 1943—1944 годах — командир роты 51-го гвардейского стрелкового полка 18-й гвардейской стрелковой дивизии, 1-го Прибалтийского фронта. В 1944 году был ранен, находился на излечении в эвакуационном госпитале № 95884 «Д», г. Калинин. Затем направлен на учёбу, был слушателем 10-го офицерского полка 1-го Прибалтийского фронта. В 1944—1946 годах гвардии старший лейтенант Кузнецов занимал должность помощника начальника штаба по спец. связи 977-го стрелкового полка 270-й стрелковой Демидовской Краснознаменной дивизии, прослужив ещё год, был зачислен кандидатом для поступления в Академию Генерального штаба. Однако, решив посвятить себя работе по восстановлению разрушенного народного хозяйства, в июне 1946 года демобилизовался из Вооруженных Сил СССР.
В 1946 году поступил и в 1951 году окончил металлургический факультет Уральского политехнического института имени С. М. Кирова по специальности «инженер-металлург по обработке металлов давлением». Во время учёбы женился на своей однокласснице Татьяне Климовой, родилась дочь Ирина.
С 1951 года по июнь 1955 (или 1956) года — технолог, начальник прессово-штамповочного цеха, начальник производства Каменск-Уральского металлургического завода (Каменск-Уральский, Свердловская область).
С июня 1955 (или 1956) года по февраль 1966 года — главный инженер Белокалитвенского металлургического завода, (Белая Калитва, Ростовская область).
25 марта 1966 года вышел приказ министра авиационной промышленности СССР о создании Красноярского металлургического завода, директором строительства завода назначен А. Н. Кузнецов. После утверждения в правительстве переработанного проектного задания на строительство завода в марте 1967 года начато его строительство. 12 марта 1968 года постановлением бюро Красноярского горкома КПСС Кузнецов А. Н. был утверждён директором Красноярского металлургического завода МАП СССР. 11 января 1969 года была произведена первая плавка алюминия на заводе, и завод вступал в строй действующих.
В 1977 году защитил кандидатскую диссертацию на тему «Исследование, разработка и внедрение промышленной технологии производства полуфабрикатов из алюминиевых сплавов с применением в шихте жидкого алюминия».
До 1997 года — генеральный директор Красноярского металлургического завода.
С 1997 года — советник-консультант АО «Красноярский металлургический завод».
С 2004 года — член Совета директоров управляющей компании группы обществ «Сибирский алюминий», советник генерального директора «Сибирский алюминий».
Избирался депутатом Верховного Совета РСФСР 10-го созыва, делегатом XXVI съезда КПСС (февраль — март 1981 года).
Александр Николаевич Кузнецов умер 20 июля 2016 года в городе Красноярске. Похоронен на Бадалыкском кладбище Советского района Красноярска.

## Награды
- Герой Социалистического Труда, 8 июля 1983 года
  - Орден Ленина № 400438
  - Медаль «Серп и Молот» № 20178
- Орден Ленина, 29 марта 1976 года
- Орден Отечественной войны I степени, 11 марта 1985 года
- Орден Отечественной войны II степени, 21 мая 1945 года[6]
- Орден Трудового Красного Знамени, дважды: 12 июля 1957 года, 26 апреля 1971 года[7]
- Орден Дружбы народов, Российская Федерация, 23 августа 1993 года
- Орден Красной Звезды, 18 ноября 1943 года[7]
- Орден «Знак Почёта», дважды: 1961 год, 1966 год[7]
- медали
- Медаль ВДНХ СССР
- Государственная премия СССР
- Премия Совета Министров СССР
- Заслуженный работник промышленности СССР, нагрудный знак № 8, 8 января 1990 года[7]
- Почётный гражданин Красноярского края, 8 октября 2009 года[3]
- Почётный гражданин города Красноярска, 1993 год[7]
- Нагрудный знак «Герб города Красноярска», 2003 год
- Почетные грамоты Губернатора Красноярского края, 2003 год, 2008 год

## Память
- Мемориальная доска, открыта 11 ноября 2017 года на здании ледового дворца «Сокол», построенного в 1975 году на средства Красноярского металлургического завода, город Красноярск, просп. Металлургов, 22д — 56°03′07″ с. ш. 92°57′05″ в. д.HGЯO[8][9]

## Сочинения
- Кузнецов А.Н. Моя жизнь - моя работа / ред. Е. Лопатина. — Красноярск: Книжное издательство, 1999. — 237 с.
- Кузнецов А.Н. О времени и о себе (записки директора завода). — Красноярск: Буква С, 2009. — 459 с.

## Семья
- Отец, Николай Афанасьевич, участник Первой мировой войны, где вступил в ряды партии большевиков; вернувшись домой приступил к строительству советской власти, был товарищем (заместителем) председателя волостного исполкома; не принял коллективизацию и вышел из партии. Переехал в п. Юдино (ныне г. Петухово) и работал на одном из заводов железнодорожного ведомства. В 1941 году участвовал в боевых действиях под Ленинградом, тяжело ранен, вернулся домой инвалидом.
- Мать, Валентина Ивановна, домохозяйка.
  - Младший брат Иван.
- Жена Татьяна Васильевна (урожд. Климова), окончила Московский институт геодезии, картографии и землеустроения.
  - Сын Сергей
  - Дочь Ирина Нощик (род. 1948).